# Combretum carringtonianum
Combretum carringtonianum är en tvåhjärtbladig växtart som beskrevs av Arthur Wallis Exell och Garcia. Combretum carringtonianum ingår i släktet Combretum och familjen Combretaceae. Inga underarter finns listade i Catalogue of Life.